# Вик Ратълхед
Вик Ратълхед е талисманът на траш и спийд метъл групата Megadeth. Той е скелет, въплатяващ фразата „Не виждам зло, не чувам зло, не говоря зло“. Очите му са покрити със занитена маска, устата му е стегната с клеми, а ушите му са запушени с метални тапи.
Образът му се появява на обложките на групата в периода 1985-1990 г. ("Killing Is My Business... And Business Is Good!", "Peace Sells... But Who's Buying?", "So Far, So Good... So What!", и "Rust in Peace"). Въпреки че Вик не се появява на нито една обложка в периода 1991-2000 г., той се завръща с албума от 2001 The World Needs a Hero. От тогава насам се появява на албумите на групата, като на всички е под различна форма (The System Has Failed и United Abominations). Вик е включен и във вътрешната обложка на Youthanasia, Countdown to Extinction и компилацията "Greatest Hits: Back To The Start".

## Създаване
Митичното създаване на Вик е свързано с песента Skull Beneath the Skin от "Killing is My Business... and Business is Good!":

"Prepare the patients scalp
Пригответе скалпа на пациента,
To peel away
за да бъде свален
Metal caps his ears
Метални тапи за ушите,
He'll hear not what we say
за да не ни чува
Solid steel visor
Здрава метална маска
Riveted across his eyes
ще покрива очите му
Iron staples close his jaws
С железни скоби ще затворим устата му,
So no one hears his cries
за да не може никой да чуе писъците му"

Всъщност Дейв Мъстейн прави скица на оригинала, за обложката на албум, но Combat Records я загубили и импровизирали. Резултатът бил напълно различен. Оригиналната обложка е трябвало да бъде възстановена и използвана за пре-издаването на "Killing Is My Business...and Business is Good!"; това така и не става.

## Пресъздаването
На 29 януари 2006 е обявено официално състезание от DeviantArt за пресъздаване на талисмана на Megadeth. Наградите били три различни електрически китари ESP. Състезанието приключило на 14 февруари същата година, като победителите са избрани от Дейв Мъстейн. За обложката на United Abominations са използвани мотиви и идеи на един от участниците в състезанието Джон Лоренци. Тук Вик се появява като възрастен човек с елементи от Четирите Конника споменати в албума и нарисувани на вътрешната обложка. Зад него стои ангел с окървавени криле – алюзия с един от конниците Мор. Ангелът има дълга черна коса и черен плащ – алюзия с черния кон на Глад. Освен това носи различни оръжия, включително меч, използван от Война и има бледа, жилеста кожа като на Смърт

## Художници
Хората рисували Вик Ратълхед в различните му превъплъщения са:
- Дейв Мъстейн – оригиналното лого на групата
- Едуард Дж. Репка - "Peace Sells... But Who's Buying?" и "Rust in Peace"
- Дейвид Джъд – "So Far, So Good... So What!"
- Хю Сайм - Countdown to Extinction, Youthanasia и The World Needs a Hero
- Майкъл Мюлер – епизода на Behind the Music на VH1, посветен на Megadeth, тениските за турнето Blackmail The Universe (Блекмейл Дъ Юнивърс) и пре-издадения през 2002 г. "Killing Is My Business... And Business Is Good!"
- Майк Лърн – The System Has Failed
- Джон Лоренци – United Abominations и Warchest